# Prostate
Il prostate (in greco antico: προστάτης τοῦ δήμου?, prostátes tù dému, letteralmente "prostate del popolo") nell'antica Atene era il capo di un partito popolare, contrapposto ad uno oligarchico.

## Nell'antica Atene
Questa figura era probabilmente identificabile con il demagogo; anche Pericle, descritto da Tucidide come "il più abile tra quelli presso di lui e di quelli che si occupavano di politica", era chiamato da Isocrate "demagogo" e da Senofonte "prostate del popolo". Tucidide chiama nello stesso modo Teramene, Senofonte Archedemo, Aristofane Cleone, Plutarco Efialte, Eschine Trasibulo e Archino. Ad Atene il termine prostate è comunemente usato nel senso di "capo della fazione popolare", in contrasto a quello del partito oligarchico: venivano chiamati così Solone, Pisistrato, Clistene, Santippo, Temistocle, Aristide, Efialte, Pericle, Cleone, Cleofonte.
Così come il capo del popolo era chiamato "prostate del popolo", così il membro più influente del Consiglio era chiamato "prostate della Boulé".

## Nelle altre polis dell'antica Grecia
Secondo alcuni storici la carica di prostate era ufficialmente occupata da un magistrato nelle città-stato democratiche dell'area dorica ed era certamente una magistratura a Corcira, a Megara, a Elis, a Mantinea, ad Argo ed Eraclea, a Siracusa. Tuttavia alcuni storici ritengono che il nome "prostate" sia usato dai Greci non tanto per indicare un magistrato in particolare, ma con valenza generale; d'altronde, è vero anche che in alcune iscrizioni tale dicitura è presente come denominazione di una magistratura: in un decreto di Tegea si nominano tre prostati, undici strateghi, un comandante della cavalleria, un segretario e un sacerdote di Atena; inoltre si sa quasi certamente che ad Argo il nome "prostate" identificava un preciso magistrato.
"Prostate" era il titolo ufficiale di vari tipi di funzionari. I Caoni, che Erodoto considera Elleni, mentre Tucidide considera barbari, durante la guerra del Peloponneso erano comandati da due capi, chiamati per l'appunto prostati, mentre le altre tribù dell'Epiro, come i Molossi, avevano dei re; quando poi queste tribù si unirono, probabilmente grazie a Taripa, i prostati erano i magistrati annuali eletti nelle singole tribù: questa carica proseguì anche dopo l'abolizione della monarchia in quelle zone. Le simmorie di Teo, un'istituzione simile alla gens romana, avevano ognuna quattro prostati, che rimanevano in carica per un anno. In alcune zone i prostati erano una specie di organo esecutivo del Consiglio cittadino, come la pritania ateniese, che elaborava i decreti: in molti testi legislativi giuntici si trova la dicitura "con il consenso dei prostati". Nell'isola di Calimna i prostati dovevano scrivere i decreti e attuarli; inoltre avevano il compito di assegnare a sorte le tribù e i demi ai nuovi cittadini ed erano i detentori del sigillo cittadino.
In un decreto di Giulide relativo alle esportazioni di ocra rossa, le denunce contro i trasgressori dovevano essere fatte ai prostati. In altre città, invece, il prostate aveva funzioni diverse. Per esempio a Iasos, dove la pritania era l'esecutivo del Consiglio e si occupava di registrare i nuovi cittadini, i prostati vengono nominati in un'iscrizione come coloro che proponevano al Consiglio di ammettere nuovi stranieri tra la cittadinanza; in un'altra iscrizione, i prostati vengono incaricati di trovare un luogo per iscrivere un decreto di cittadinanza; inoltre avrebbero dovuto occuparsi della valutazione dell'operato degli addetti agli edifici sacri. In un decreto di Taso si parla di un prostate preoccupato per il conferimento dei diritti civili ai membri del partito oligarchico al loro ritorno dall'esilio; a Rodi i prostati si preoccupavano di prendersi cura degli stranieri e di chi non aveva i diritti civili. In un'iscrizione di Dime si parla di un prostate come del presidente dell'assemblea popolare; la stessa cosa si verifica in un decreto di Ipate. Due prostati presiedevano il consiglio della lega etolica.